# 语言哲学
語言哲學是一門哲學的分支，對語言的用法、來源及本質作理性的研究。對於分析哲學來說，有四個主要關心的問題：意義的本質、語言用法、語言認知及語言與現實的關係。對分析哲學家來說，語言哲學是邏輯、歷史甚至政治的一部分。
在二十世纪初“语言学转向”中诞生的分析哲学将语言哲学置于中心地位。分析哲学的代表人物包括弗雷格、罗素和维特根斯坦等。而在传统的欧陆哲学中，语言没有被作为一门独立的学科来研究。相反，它是许多其它领域不可分割的一部分，如现象学、结构符号学、数学语言、解释学、存在主义、解构主义和批判理论等。

## 历史发展

### 古希腊哲学
在西方，对语言的探究可以追溯到公元前5世纪的苏格拉底、柏拉图、亚里士多德和斯多葛派。系统描述语言的语法传统大约于公元前5世纪在印度出现（见耶斯迦），于公元前3世纪在希腊出现（见赫里亚努斯）。而在印度和希腊，语言学推测（linguistic speculation）都比这种语法传统更早出现。
在对话克拉底鲁篇中，柏拉图讨论了事物的名称是由约定俗成还是自然决定的问题。他批评约定主义（conventionalism），因为约定主义导致了一个奇怪的结论，即任何事物都可以约定俗成地以任何名称命名。因此，它无法解释名称的正确或错误应用。他声称名称有一种天然的正确性。为此，他指出复合词和短语有一定的正确范围。他还认为，原始名称具有天然的正确性，因为每个音素都代表着基本思想或情感。例如，对于柏拉图来说，字母 l 及其发音代表了柔软的概念。然而，在克拉底鲁篇的结尾，他承认名称的决定也涉及一些社会习俗，并且音素具有单独含义的想法存在错误。柏拉图通常被认支持极端实在论。
亚里士多德的兴趣涉及逻辑、范畴学和意义创造等问题。他将所有事物分为种（species）和属（genus）。他认为谓词的意义是通过抽象化各种个体事物之间相似性而确立的。这种理论后来被称为唯名论。然而，由于亚里士多德将这些相似性视为由形式的实质共同点构成，因此他更常被认为支持温和实在论。
斯多葛派哲学家在语法分析方面做出了重要贡献。他们将语言分为五个部分：名词、动词、称谓（名称或修饰词）、连词和冠词。此外，他们还发展了一种复杂的 lektón 学说：lektón 是每个术语的意义，它与语言的每个符号相关联，但与符号本身和它所指的事物有所不同。一个句子的完整 lektón 就是（如今所说的）它所表达的命题。只有命题被认为是“真实性的载体”（即，它们可以被称为真或假的），而句子只是它们的表达载体。除了命题之外，不同的 lektá 还可以表达命令、问题和感叹等。

### 中世纪哲学
中世纪的哲学家对语言的微妙之处及其用法非常感兴趣。对于许多经院学者来说，这种兴趣是由将希腊文本翻译成拉丁文的必要性所激起的。中世纪涌现出了一些值得注意的语言哲学家。根据 Peter J. King 的说法（尽管这一点仍然存在争议），Peter Abelard 预见了现代指称理论。此外，奥卡姆的威廉在《逻辑学大全》中第一次严肃地提出了编纂一种思维语言（mental language）的建议。
中世纪盛期（11世纪到13世纪）的经院哲学家，例如奥卡姆和约翰·邓斯·斯科特斯，认为逻辑是一门语言的科学（scientia sermocinalis）。他们对语言哲学概念的阐述的复杂性和微妙性直到最近才受到重视。中世纪的思想家预见到了现代语言哲学中许多最有趣的问题。他们对模糊和歧义的现象进行了深入分析，导致人们对与使用诸如“与（and）”、“或（or）”、“非（not）”、“如果（if）”和“所有（every）”等附庸词（syncategorematic words）相关的问题产生了越来越大的兴趣。范畴词（categorematic words）及其性质的研究也有了很大的发展。经院哲学在这一领域的主要发展之一是指称理论。 术语的指称是其在特定上下文中的解释。它可以是恰当的或不恰当的（如被用于隐喻、转喻和其他修辞时）。当一个恰当的指称指向非语言对象时（如“查尔斯是一个人”）是形式（formal）的，而指向作为语言实体的自身时（如“查尔斯有七个字母” ”）是实质的。这种分类方案是现代区分使用和提及、语言和元语言的先驱。
11 世纪到 13 世纪存在一种叫做思辨语法的传统。其代表学者包括达契亚的马丁和艾尔福特的托马斯等。

### 现代哲学
文艺复兴和巴洛克时期的许多语言学家，如 Johannes Goropius Becanus、 Athanasius Kircher 和约翰·威尔金斯，受汉字和埃及象形文字( Hieroglyphica ) 影响，开始对一种可以消除语言混乱的哲学语言产生浓厚的兴趣。这种思想与一种可能存在的通用音乐语言的概念类似。
直到18世纪中叶，欧洲学术界才开始逐渐吸收印度语言传统。这一进程由 Jean François Pons 和 Henry Thomas Colebrooke（17 世纪梵文语法学家）发起。
19 世纪初，丹麦哲学家索伦·奥贝·克尔凯郭尔坚信语言应该在西方哲学中扮演更重要的角色。他认为目前哲学界没有足够地重视语言在认知中的作用，而未来的哲学应该有意识地关注这个方面。

### 当代哲学
“语言转向”一词被用于描述当代哲学家对语言的高度重视。
20世纪初，语言逐渐成为西方哲学的核心议题。德国哲学家戈特洛·布弗雷格是参与这一发展的核心人物之一，他的在19世纪后期的工作对哲学逻辑和语言哲学产生了深远影响，包括20 世纪分析哲学家伯特兰·罗素和路德维希·维特根斯坦。语言哲学的重要性变得如此普遍，以至于一段时间内，在分析哲学领域，哲学本身被理解为语言哲学的问题。
在欧陆哲学中，该领域的基础著作是费迪南德·索绪尔于1916年逝世后发表的《普通语言学教程》。

## 主要議題及子領域

### 意义（）
语言哲学中受到最多关注的话题就是意义的本质，即解释“意义”是什么，以及我们谈论意义时的意思。在这个领域内的问题包括：同义词的本质、意义本身的起源、我们对意义的理解、组合的本质（有意义的语言单元如何由较小的有意义的部分组成，以及整体的意义是如何从其各部分的意义中派生出来的问题）。
关于语言学上的“意义”是什么，存在几种不同的解释。每一种都与其自身的文献体系有关。
- 观念论，通常与英国经验主义哲学家约翰·洛克联系在一起，认为意义是由符号引发的心理表征[12]。虽然这种观点从一开始就遭受了许多问题的困扰，但在一些当代理论家以语义内在主义（英语：semantic internalism）的名义重新提出后，它又重新引起了人们的兴趣[13]。
- 真值论（英语：truth-conditional theory of meaning），认为意义是使一个表达式可能为真或为假的条件。这一传统至少可以追溯到弗雷格，并与以阿尔弗雷德·塔斯基和唐纳德·戴维森等哲学家为首的许多现代作品相关联[14][15]。（另见维特根斯坦的语言的图像论（英语：Picture theory of language）。 )
- 功用论（英语：use theory of meaning），通常与维特根斯坦晚期的哲学思想联系在一起，启发了“意义即功用”的思想和社群主义的语言观。维特根斯坦关注社群如何使用语言，以及它能够推广到什么程度[16]。这个理论也与彼得·弗雷德里克·斯特劳森、约翰·瑟尔、罗伯特·布兰顿（英语：Robert Brandom）等哲学家联系在一起[17]。
- 推论主义论（英语：inferentialist），认为一个表达式的意义来源于它与其他表达式之间的推论关系。这个观点被认为是“功用论”的延伸，其最著名的支持者包括威尔弗里德·塞拉斯和罗伯特·布兰顿。
- 直接指称论（英语：direct reference theory），认为一个词或表达式的意义就是它在世界中所指的对象。尽管这种观点在语言的一般使用方面遭受了广泛的批评，但约翰·斯图尔特·穆勒曾为这种观点的一种形式辩护，且索尔·克里普克和露丝·巴肯·马库斯（英语：Ruth Barcan Marcus）都为直接指称论在专有名词上的应用辩护。
- 语义外在主义论（英语：semantic externalist），认为意义不是纯粹的心理现象，因为它至少在某种程度上被环境特征决定。这种观点大致分为两种派别：社会派和环境派。第一种与泰勒·伯吉相关，第二种与希拉里·普特南、索尔·克里普克等人相关[18][19][20]。
- 验证主义论（英语：verificationist），通常与 20 世纪初的逻辑实证主义运动有关。这种理论的传统表述是：一个句子的意义是它的证实或证伪方法。在蒯因的《经验主义的两个教条》发表后，大多数哲学家接受了蒯因的整体主义确证论（英语：confirmation holism），放弃了该形式的验证主义论[21]。然而，迈克尔·达米特自 1970 年代以来就提倡一种经改进的验证主义观点。在这个版本中，句子的理解（以及意义）在于听者识别对句子真实性的证明（数学、经验或其他）的能力[22]。
- 语用学意义理论（英语：pragmatic theories of meaning），包括任何认为句子的意义（或理解）是由其应用的后果所决定的理论。邓梅特将这种意义理论归功于查尔斯·桑德斯·皮尔士和其他 20 世纪早期的美国实用主义者[22]。
- 心理学意义理论，侧重于说话者的意图在确定话语意义方面的作用。这种观点的一位著名支持者是保罗·格莱斯，他的观点同时适用于了非语言意义（英语：non-linguistic meaning）（即通过身体语言传达的意义、作为后果的意义等)[23]。

### 指称
研究语言如何与世界相互作用的理论被称为指称论。戈特洛布·弗雷格倡导间接指称理论，他将每个表达式的语义内容分为两个部分：涵义和指称（reference）。句子的涵义即是它表达的思想。这样的思想是抽象的、普遍的、客观的。任何子句表达式的意义在于它对其嵌入句所表达的思想作出的贡献。涵义决定指称，也决定表达所指对象的呈现方式。所指是词语从世界中挑选出来的对象。一般句子的所指是真值（真或假）。而对于嵌套在錯誤：語言代碼「lang-en」不存在表述或其它晦暗语境（将某一词语替换为同指的词语后可能导致真值改变）中的句子而言，它们的所指是它们的通常意义。
伯特兰·罗素在他后来的著作中，出于与他在认识论中的亲知理论相关的原因，认为唯一直接指称的表达是“逻辑专名”。逻辑专名是诸如我、现在、此处和其它索引词的术语。他将上述类型的专名视为“限定摹状词的缩写”（参见摹状词理论）。因此约瑟夫·R·拜登可能是“现任美国总统和吉尔·拜登的丈夫”的缩写。限定摹状词是指称短语（见“论指称”）。罗素将限定摹状词分析为存在量化（即至少存在一个满足描述的对象）的逻辑结构。然而，这些对象本身并不能被认为是有意义的，而只有在它们所属的句子所表达的命题中才有意义。因此，对于罗素而言，它们并不像逻辑专名那样是直接指称的。
根据弗雷格的说法，任何指称语都具有涵义和所指。这种“间接指称”的观点较密尔的观点具有一定的理论优势。例如，共指的名称，如鲁迅和周树人，会给直接指称的观点带来问题：因为有人可能听到“鲁迅是周树人”并感到惊讶，所以这两个共指名称的认知内容似乎并不相同。
尽管弗雷格和罗素的观点存在差异，但他们通常被作为关于专名的描述主义者一并提起。这种描述主义在索尔·克里普克的《命名与必然性》中受到批评。
克里普克提出了后来被称为“模态论证”的理论：考虑亚里士多德这个名字与“柏拉图最伟大的学生”、“逻辑学的创始人”和“亚历山大的老师”的描述。亚里士多德显然满足以上所有描述（以及我们通常与他联系在一起的许多其他描述），但“如果亚里士多德存在，那么他满足以上任意一个或所有描述”并不一定是真的。亚里士多德很可能没有做过任何一件他为后人所知的事情。他可能已经存在但根本不为后人所知，或者他可能在婴儿期就死了。假设玛丽将亚里士多德与“古代最后一位伟大的哲学家”的描述联系在一起，而（实际的）亚里士多德在婴儿期就去世了。那么玛丽的描述似乎指的是柏拉图。但这是非常违反直觉的。因此，根据克里普克的说法，名称是严格指示词。也就是说，它们在该个体存在的每个可能世界中都指代同一个体。在同一著作中，克里普克亦阐明了其他几个反对“弗雷格-罗素”描述主义的论点（另请参见克里普克的因果指称理论）。
语言学家诺姆·乔姆斯基在其各种著作中批评了研究指称的整个哲学事业。

### 组成及部分
人们很早就知道存在不同的词类。常见句子的一个部分是实词，它由名词、动词和形容词组成。该领域的一个主要问题——也许是对形式主义和结构主义思想家来说最重要的问题——是句子的含义是如何产生自其各个组成部分的。

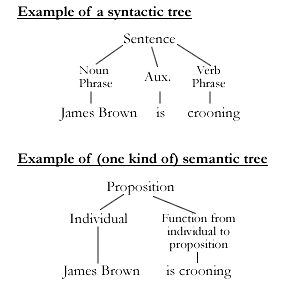
句法树与语义树

句法语言学领域涉及句子构成问题的许多方面。哲学语义学倾向专注于复合性原理，以解释有意义的部分和整个句子之间的关系。复合性原理主张，可以基于句子各部分（即单词、语素）的含义以及对其结构（即句法、逻辑）的理解来理解整个句子。此外，句法命题被编入话语或叙事结构中，而这些结构也通过时间关系和代词等语用学要素来编码含义。
函数的概念不仅可以用于描述词汇含义的运作方式，还可以用于描述句子的含义。例如，在句子“这匹马是红色的”中，“这匹马”可被视为一个命题函数的产物。命题函数是一种语言操作，它以实体（如本例中的“马”）作为输入，并输出语义事实（即由“这匹马是红色的”表示的命题）。换句话说，命题函数就像一个算法。在这个例子中，“红色”的含义是将实体“马”转变为命题“马是红色的”。
语言学家已经开发出至少两种理解语言串各部分之间的关系及其组合方式的通用方法：句法树和语义树。句法树在考虑句子语法的前提下运用句子的单词，而语义树则侧重于单词含义的作用以及这些含义如何彼此组合，从而深入分析语义事实的产生。

## 重要人物
- 索爾·阿倫·克里普克
- 阿塔納斯·珂雪
- 約翰·威爾金斯
- 戈特洛布·弗雷格
- 希拉里·懷特哈爾·普特南
- 丹尼爾·丹尼特
- 崔斯基（英语：Fred Dretske）
- 諾姆·喬姆斯基
- 魯道夫·卡爾納普
- 邏輯學家理查德·蒙塔古首創的蒙塔古語法
- 唐納德·戴維森
- 威拉德·馮·奧曼·蒯因
- 維特根斯坦
- 本杰明·李·沃尔夫